# Sân bay Makoua
Sân bay Makoua (IATA: MKJ, ICAO: FCOM) là một sân bay ở Makoua, tỉnh Cuvette, Cộng hòa Congo.

## Vị trí và cơ sở vật chất
Sân bay nằm cách thị trấn khoảng 51 km về phía tây, trên độ cao 1293 ft (394 m) so với mực nước biển. Nó có một đường băng trải sỏi dài 1780 m.